# Heil Trailer International
Heil Trailer International är ett amerikanskt företag som tillverkar trailers till lastbilar. De tillverkar även en del övrig utrustning för att komplettera lastbilar.